# Monts Kiglapait

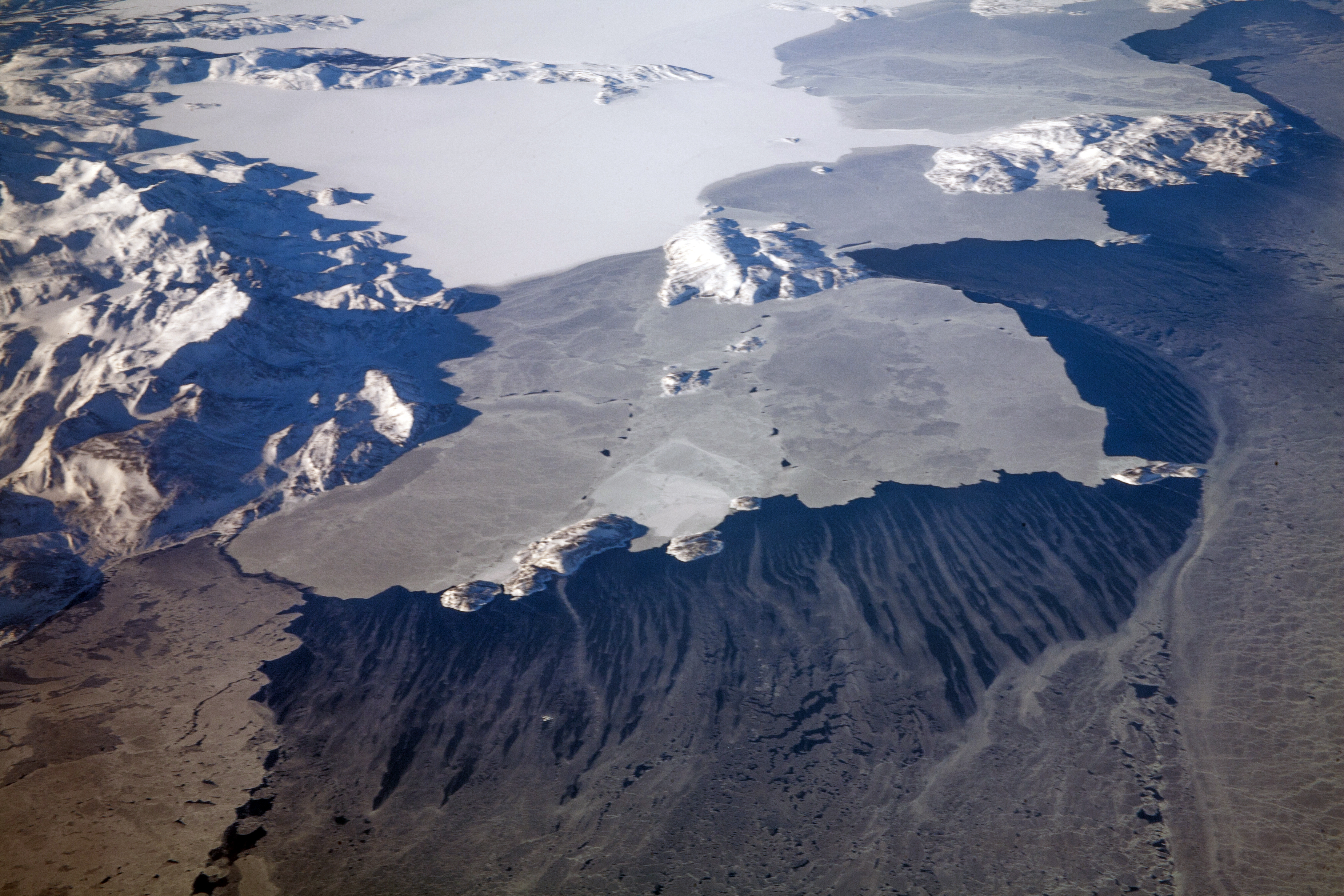
Les monts Kiglapait et les îles au large de la côte du Labrador (la mer apparaît dans trois couleurs différentes, du sud (à droite) au nord (à gauche) : glace sèche blanche, glace humide en gris et eaux libres avec des débris de glace, d'un bleu-brun profond varié, entourant les îles).

Les monts Kiglapait sont une chaîne de montagnes faisant partie de la cordillère Arctique dans le bouclier canadien et situés sur la péninsule du Labrador, dans la province de Terre-Neuve-et-Labrador.

## Toponymie
Kiglapait signifie « dent de chien » en inuktitut.

## Géographie

### Situation
Les monts Kiglapait se trouvent à une cinquantaine de kilomètres au nord-nord-est de Nain, dans le nord du Labrador, au sud des monts Torngat et des monts Kaumajet. Le massif montagneux se situe principalement sur une péninsule reliée au continent (57° 03′ 45″ N, 61° 29′ 43″ O) avec un prolongement sur l'île South Aulatsivik.
Le point culminant des monts Kiglapait est le pic Man O'War avec 1 050 mètres d'altitude .

### Topographie
Les monts Kiglapait présentent une forme quasi circulaire couvrant la partie nord et la partie est de la péninsule. Moins hauts que les monts Torngat ou les monts Kaumajet, les monts Kiglapait se caractérisent toutefois par un terrain très accidenté et de nombreux sommets avec des valeurs de proéminence élevées.
L'altitude est graduellement croissante vers le nord en partant du centre de la péninsule sur une longueur d'environ 5 kilomètres, avant une longue ligne de crêtes d'une quarantaine de kilomètres, pour retomber abruptement sur le littoral situé au nord à une distance entre 2 et 3 kilomètres. Le versant nord est marqué par de nombreux cirques glaciaires logés au pied de la ligne de crêtes et pour une partie occupés par des lacs. Les sommets principaux dépassent les 800 mètres d'altitude avec un maximum à environ 840 mètres d'altitude (57° 06′ 42″ N, 61° 40′ 21″ O).
La partie est, séparée de la partie nord par la vallée de la rivière Avakutak et le lac Kiglapait Tasialua (situé à environ 210 mètres d'altitude) alimentés par les pentes de la partie nord (57° 04′ 31″ N, 61° 40′ 42″ O), est plus modeste avec des commets adoucis. Le chaînon intérieur s'apparente à une petite chaîne de hautes collines nues culminant à environ 720 mètres d'altitude (57° 02′ 05″ N, 61° 40′ 39″ O). Le chaînon extérieur est peu élevé excepté le sommet dominant du pic Man O'War (56° 58′ 06″ N, 61° 40′ 15″ O).
Les sommets de l'île South Aulatsivik forment également un ensemble isolé inclus dans les monts Kiglapait. Ils culminent au mont Thoresby à 917 d'altitude situé au nord de l'île et dominant directement le rivage.
Les monts Kiglapait n'abritent pas de glaciers, mais des névés persistent une bonne partie de l'année compte tenu de la latitude et de l'altitude.
| Rang | Nom                  | Altitude (m) |
| ---- | -------------------- | ------------ |
| 1    | Pic Man O'War        | 1 050        |
| 2    | Pic 3400 (14E/2)     | 1 036+       |
| 3    | Pic 3300 (14E/1)     | 1 006+       |
| 4    | Pic 3300 (14E/2)     | 1 006+       |
| 5    | Pic 3200 (14E/1)     | 975+         |
| 6    | Pic 3100 (14E/1)     | 945+         |
| 7    | Pic 3000#1 (14D/16)  | 914+         |
| 8    | Montagne Aupalukitak | 914+         |
| 9    | Mont Thoresby        | 914+         |
| 10   | Pic 3000#2 (14D/16)  | 914+         |